# Vegas de Matute
Vegas de Matute er en by og kommune i det centrale Spanien i provinsen Segovia. Den har et indbyggertal på 339 (2024) indbyggere.